# AMZ-Kutno
AMZ-Kutno – przedsiębiorstwo produkcyjno-usługowe z siedzibą w Kutnie, działające od czerwca 1999 roku, obecnie jako spółka akcyjna. Specjalizuje się w projektowaniu oraz produkcji zabudów specjalnych do samochodów użytkowych: ambulansów, bankowozów, autobusów klasy mini, pojazdów specjalnych dla służb mundurowych, a także pojazdów wojskowych, w tym opancerzonych.

## Historia
Przedsiębiorstwo powstało w 1999 roku, w formie spółki z o.o., prowadząc działalność w dzierżawionej hali o powierzchni 1000 m². W 2014 roku powierzchnia hal wykorzystywanych przez spółkę sięgnęła prawie 14 000 m², łączna powierzchnia gruntów 100 000 m². W październiku 2015 r. przedsiębiorstwo przekształcono w spółkę akcyjna.
W końcu 2006 roku zatrudnienie w firmie wynosiło około 350 osób, a w 2009 r. wynosiło 394 pracowników.
Jednym z pierwszych produktów stały się specjalistyczne zabudowy dla karetek, zarówno wojskowych i cywilnych, których pierwsze 50 wyprodukowano w 2000 roku. Ten profil produkcji stał się jednym z filarów firmy, następnie dołączyły samochody opancerzone, pojazdy policyjne, autobusy i inne pojazdy specjalne.

## Produkcja
Do najpopularniejszych pojazdów produkowanych w zakładach AMZ-Kutno należą samochody opancerzone:
- Bóbr-3
- Dzik 1/2/3
- Tur
- Tur II
- Tur III
- Tur V
- Tur VI
- Żubr

W fabryce wykonuje się również:
- adaptację KTO Rosomak na pojazd ewakuacji medycznej
- adaptację Scam SM55 na pojazd dowodzenia
- adaptację Scam SM55 na laboratorium chemiczne

Model Dzik był produkowany w trzech wersjach na potrzeby polskich służb mundurowych oraz na eksport do Iraku. Do lutego 2008 roku trafiło tam ponad 600 sztuk. W 2008 roku opracowano nowy model samochodu opancerzonego Żubr zamawianego w ograniczonej liczbie przez Wojsko Polskie. Od 2006 roku rozwijana jest rodzina lżejszych pojazdów opancerzonych nazwanych Tur, lecz pierwsze z nich pozostały prototypami (w 2007 roku Tur, w kolejnych latach Tur II i dalsze odmiany do Tur V z 2015 roku). Dopiero Tur VI został zamówiony przez Policję w liczbie 8 sztuk. W 2022 roku zaprezentowano najnowszy Tur VII.
AMZ Kutno produkowały liczne zabudowy karetek dla Wojska Polskiego, ale także w 2010 roku dla Bundeswehry (20 pojazdów na podwoziach Mercedes-Benz). Karetki cywilne eksportowane były m.in. do Danii i Szwecji.
Zakłady produkują także pojazdy dla polskiej Policji – jednym z większych kontraktów była dostawa 600 furgonów wypadowych na bazie Mercedes-Benz Sprinter 316CDI w latach 2011–2012.
Wyprodukowano także m.in. 103 więźniarki na podwoziu Renault Master 150 dla Służby Więziennej.
Autobusy klasy mini na podwoziach samochodów dostawczych są produkowane od 2001 roku. W ich nazwach pojawia się najczęściej nazwa modelu samochodu, który jest jego podstawą. Wykorzystuje się podwozia firm: Ford, Iveco, Mercedes-Benz, Opel, Renault i Volkswagen. Początkowo wykonywano jedynie konwersje furgonów na autobusy. Z czasem zaczęto produkować autobusy o nadwoziach własnej, oryginalnej konstrukcji, na podwoziach samochodów dostawczych lub nawet ciężarowych.
8 czerwca 2011 roku z okazji 12 rocznicy założenia firmy, zaprezentowany został prototyp niskopodłogowego autobusu miejskiego klasy maxi AMZ City Smile CS12LF, który przystosowany jest do przewozu maksymalnie 105 pasażerów. Pierwszy większy kontrakt na ich dostawę zawarto w tym roku do Krakowa. We wrześniu 2011 roku podczas targów MSPO 2011 zaprezentowany został opancerzony pojazd wielozadaniowy AMZ Świstak przeznaczony dla jednostek specjalnych. W styczniu 2014 roku zaprezentowano prototyp samochodu osobowego Syrenka. W wyniku umowy podpisanej w 2013 roku firma wyprodukowała prototypy pojazdu AMZ Bóbr-3, który ma zastąpić obecnie użytkowane pojazdy BRDM-2 w Wojsku Polskim, w ramach programu Nowego Lekkiego Opancerzonego Transportera Rozpoznawczego o kryptonimie „Kleszcz”. W lutym 2024 roku producent doczekał się zawarcia z reprezentującą Skarb Państwa Rzeczypospolitej Polskiej Agencją Uzbrojenia umowy ramowej, której przedmiotem jest pozyskanie 286 LOTR Kleszcz w latach 2025 - 2035. Pierwsza umowa wykonawcza ma zostać zawarta jeszcze w 2024.
Po początkowym wzroście, produkcja autobusów zaczęła spadać, ze względu na przeniesienie części pracowników do produkcji modelu Dzik-3 dla Iraku. Sprzedaż w Polsce w kolejnych latach wynosiła: 2003 – 60 szt., 2004 – 79 szt., 2005 – 56 szt., 2006 – 39 szt., 2007 – 27 sztuk. Eksport trwa od 2005 roku. W kolejnych latach wynosił on: 2005 – 7 szt., 2006 – 24 szt., 2007 – 2 sztuki.
Program produkcyjny autobusów:
- AMZ LT46M – miejski, baza VW LT46
- AMZ Transit – lokalny, baza Ford Transit
- AMZ 50C13/15 – lokalny, baza Iveco Daily 50C13/50C15
- AMZ 65C15 – lokalny, baza Iveco Daily 65C15
- AMZ Vario – lokalny, baza Mercedes-Benz Vario
- AMZ Movano – lokalny, baza Opel Movano
- AMZ Master – lokalny, baza Renault Master
- AMZ Sprinter – kombi, baza Mercedes-Benz Sprinter
- AMZ Crafter 50 – kombi, własne nadwozie na podwoziu Volkswagen Crafter
- AMZ 65C15 Ramzar – kombi, własne nadwozie na podwoziu Iveco Daily 65C15
- AMZ Boomerang – turystyczny, własne nadwozie na podwoziu Renault Midlum.
- AMZ City Smile CS12LF – miejski, 12-metrowy
- AMZ City Smile CS10LF – miejski, 10-metrowy
- AMZ City Smile CS10E – miejski elektryczny, 10-metrowy

## Galeria

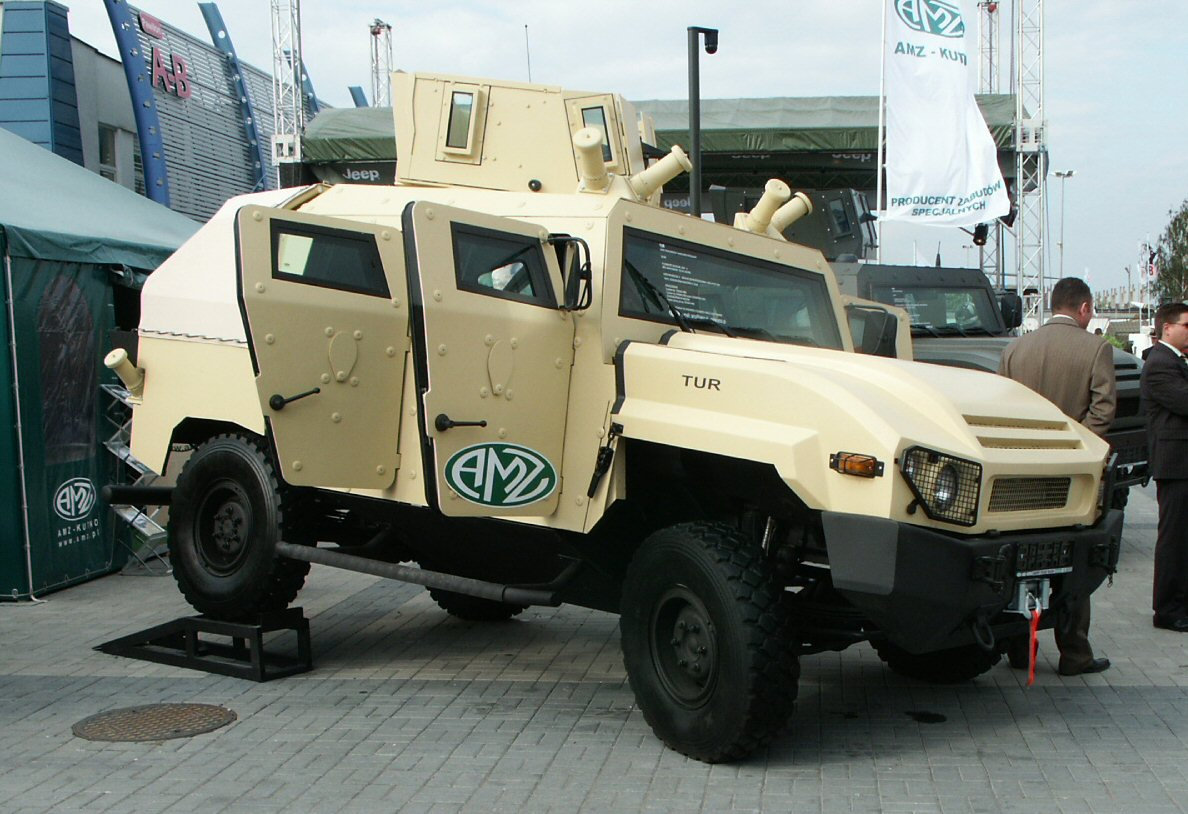
AMZ Tur
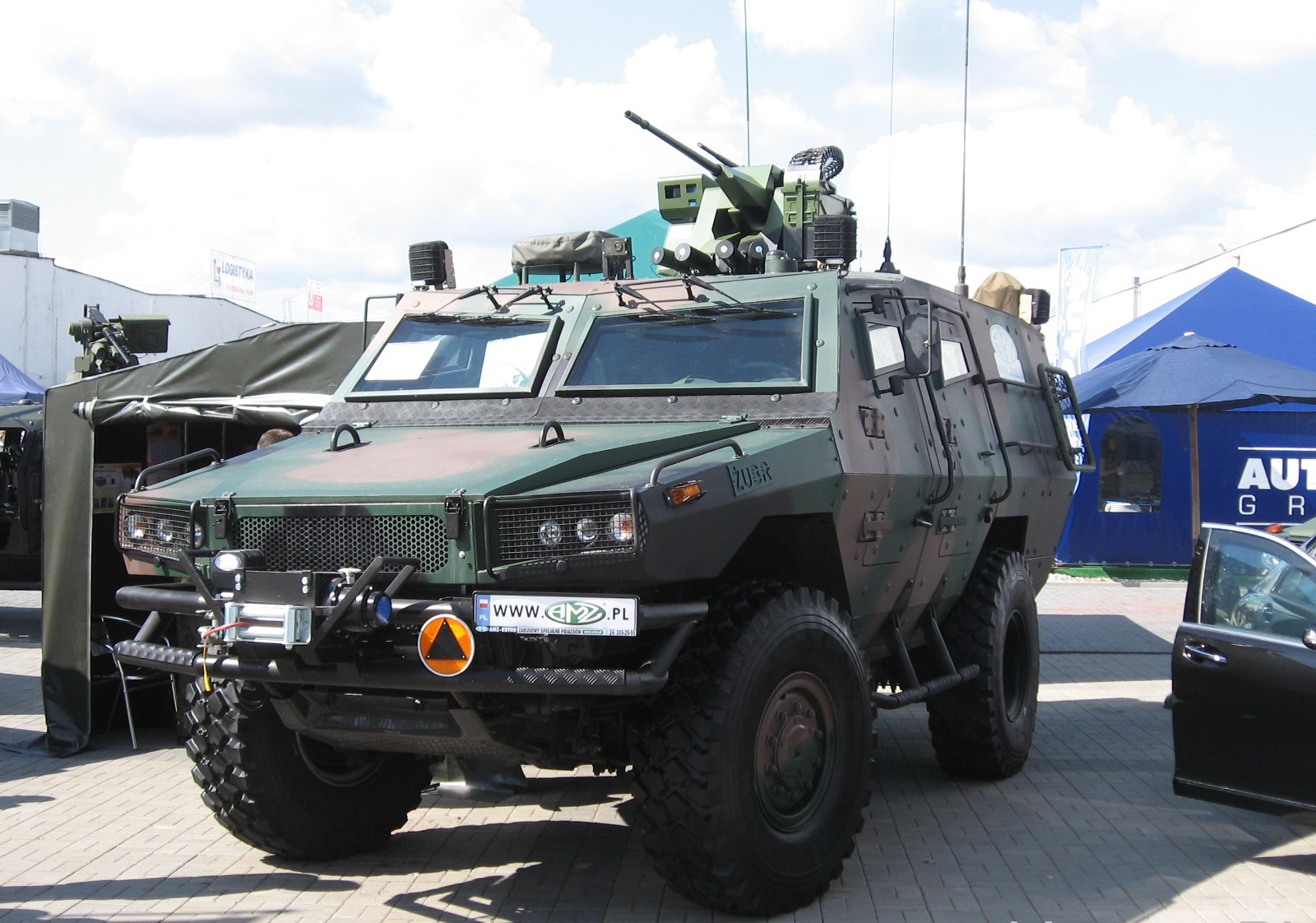
AMZ Żubr WD w Kielcach
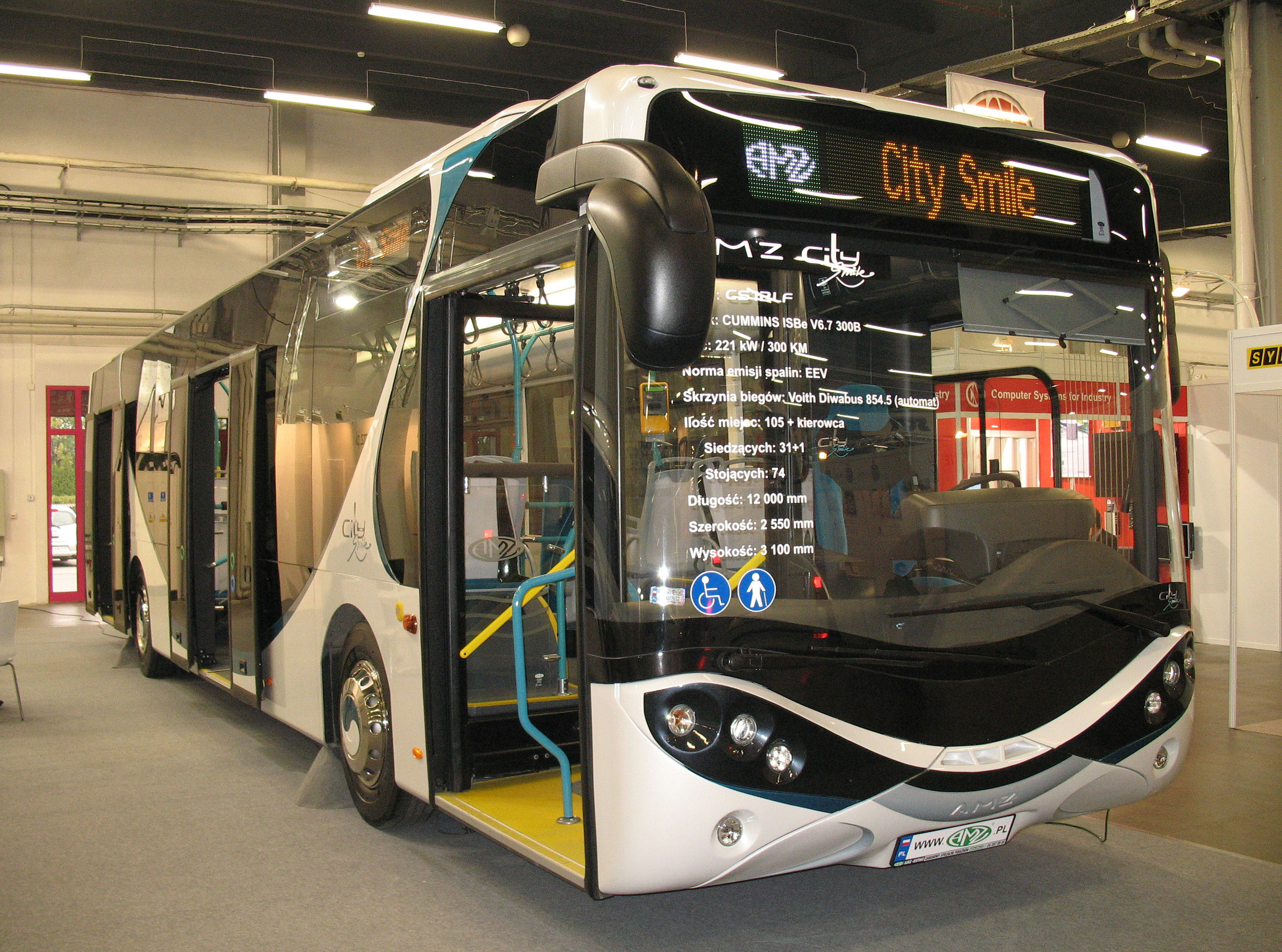
AMZ City Smile CS12LF
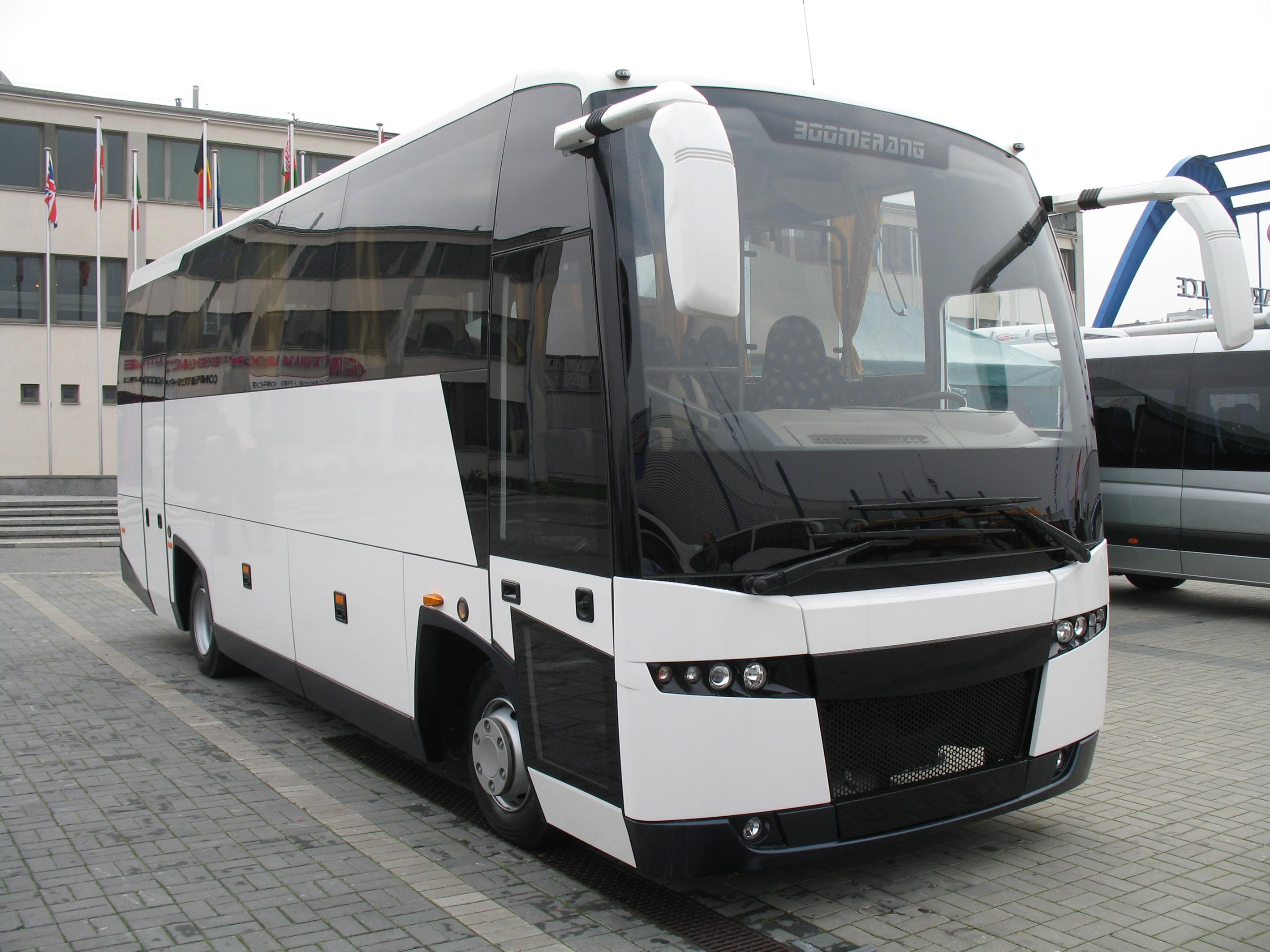
Autobus AMZ Boomerang na targach Transexpo 2008
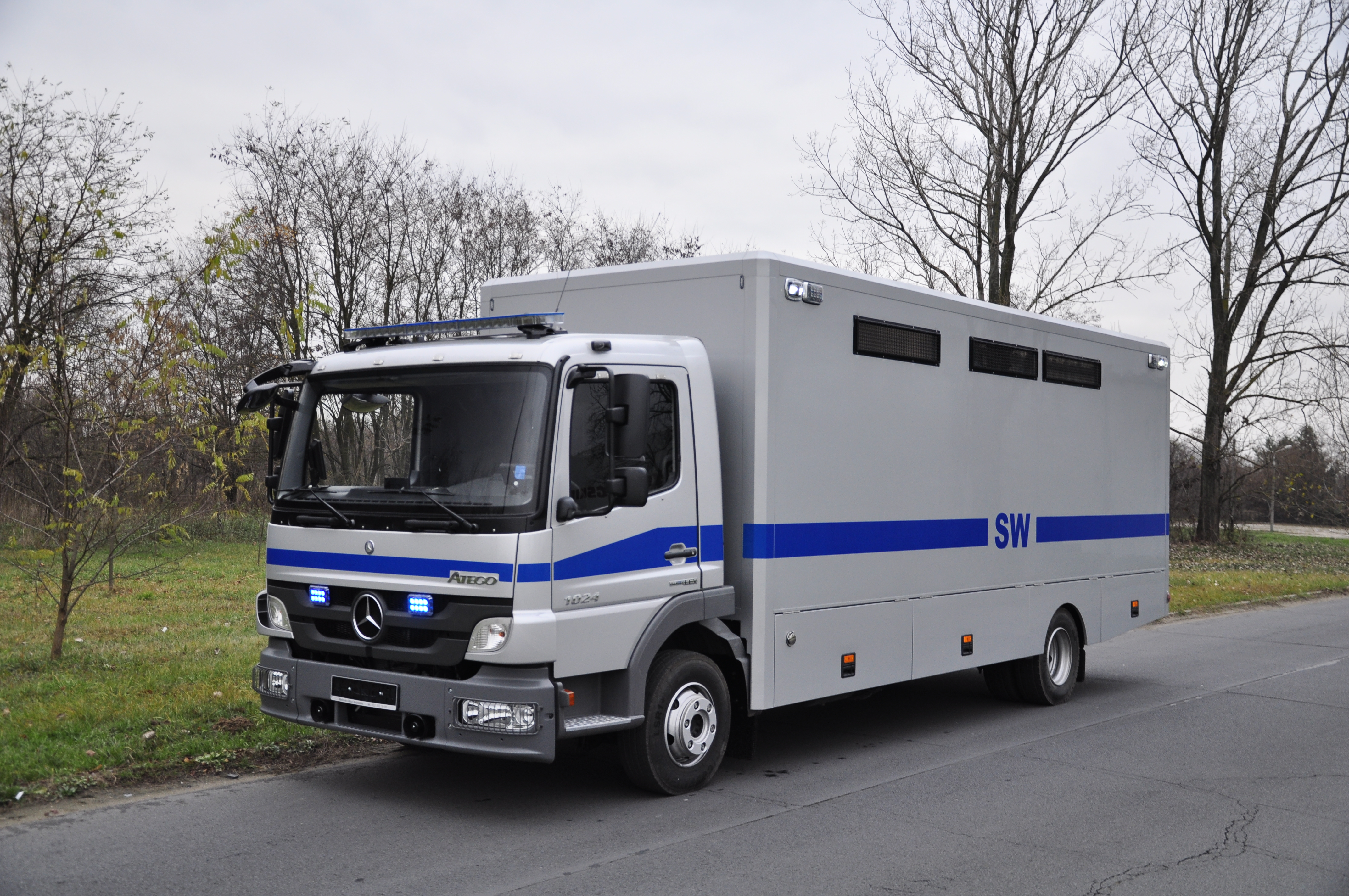
Pojazd specjalny SW (MB Atego)
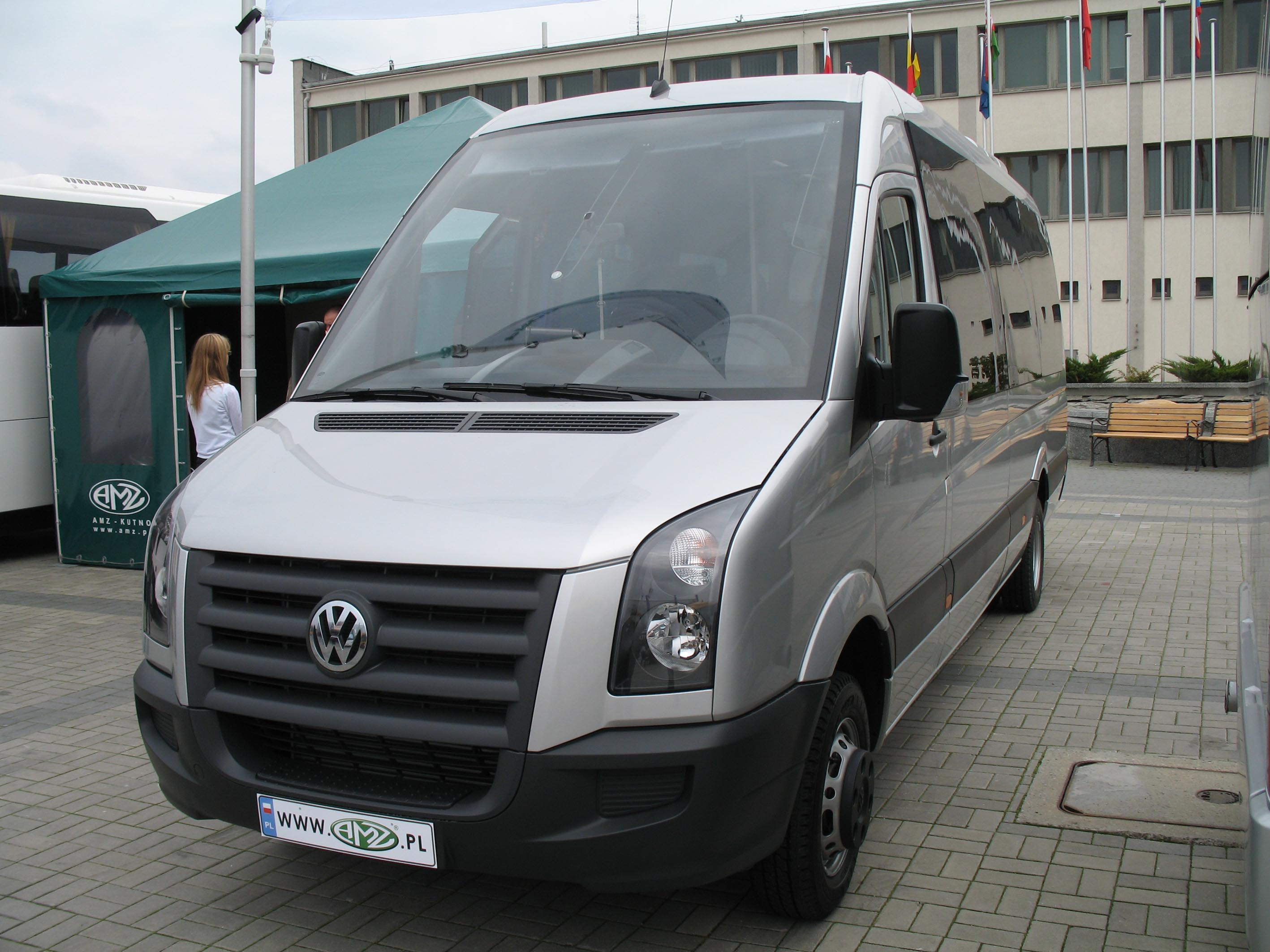
Minibus AMZ Crafter 50
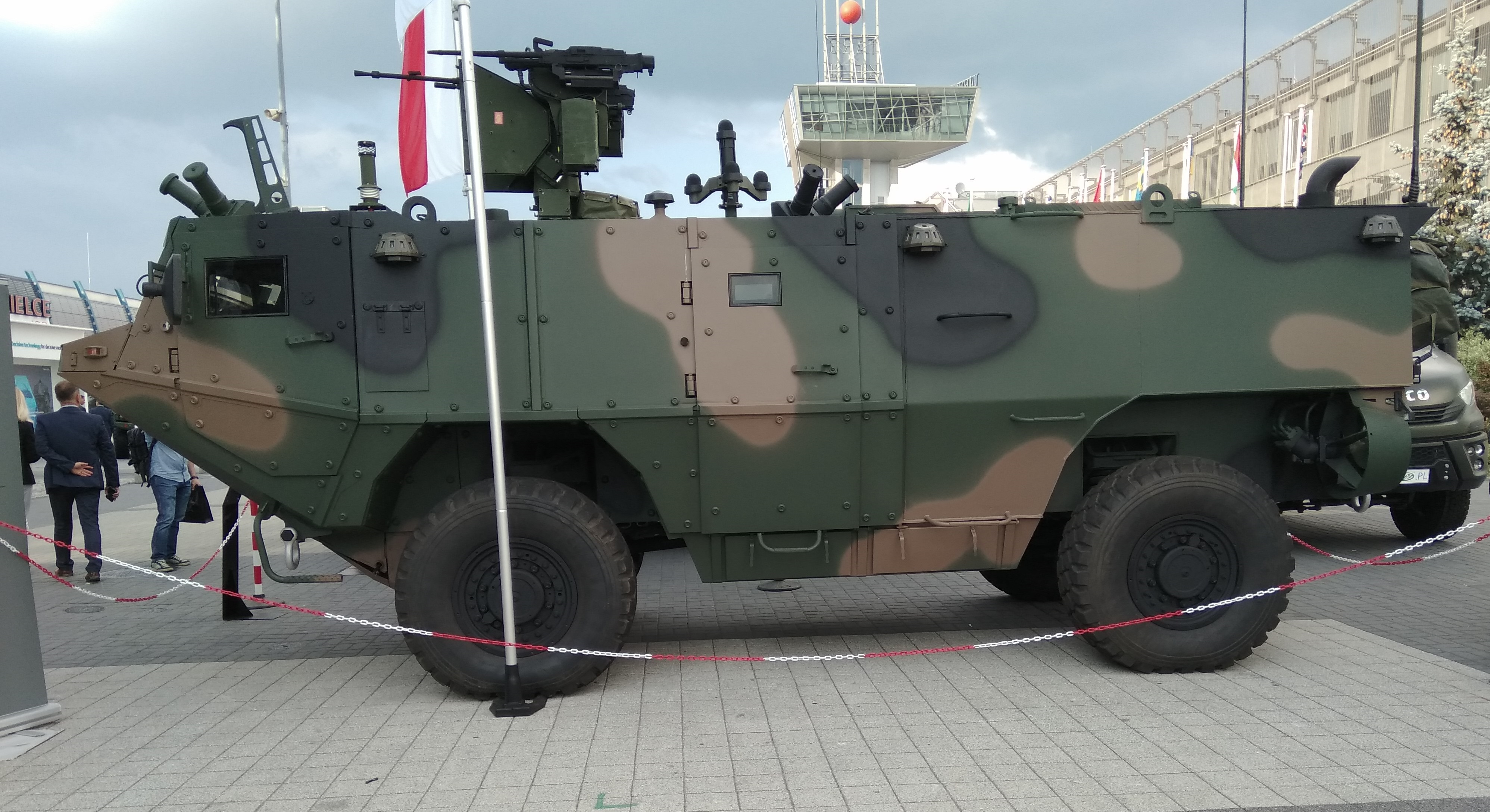
AMZ Bóbr-3
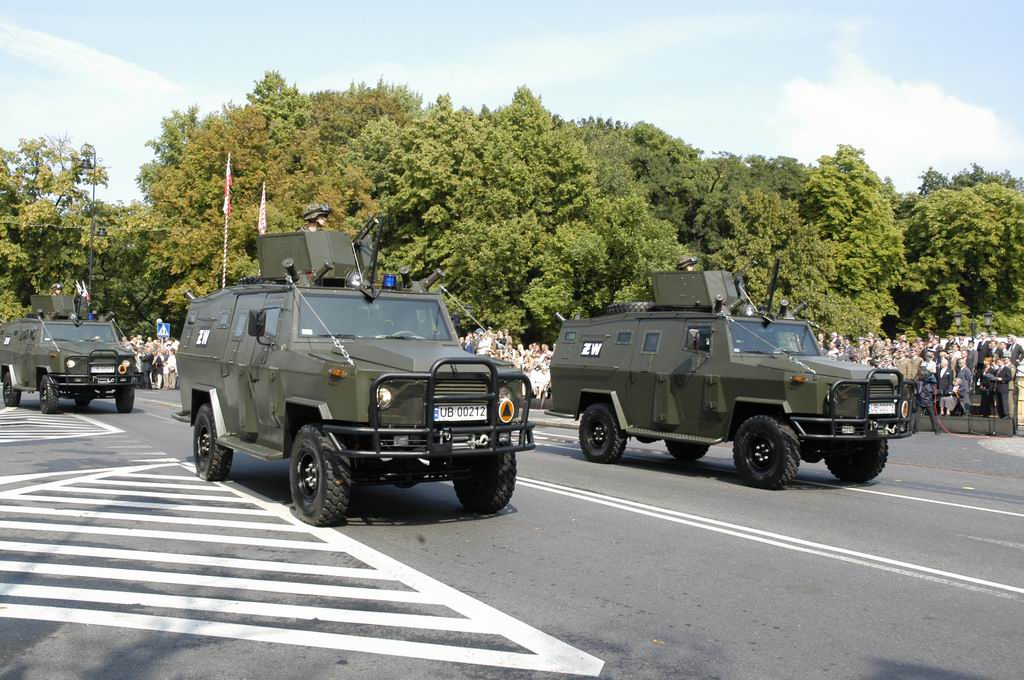
AMZ Dzik-2
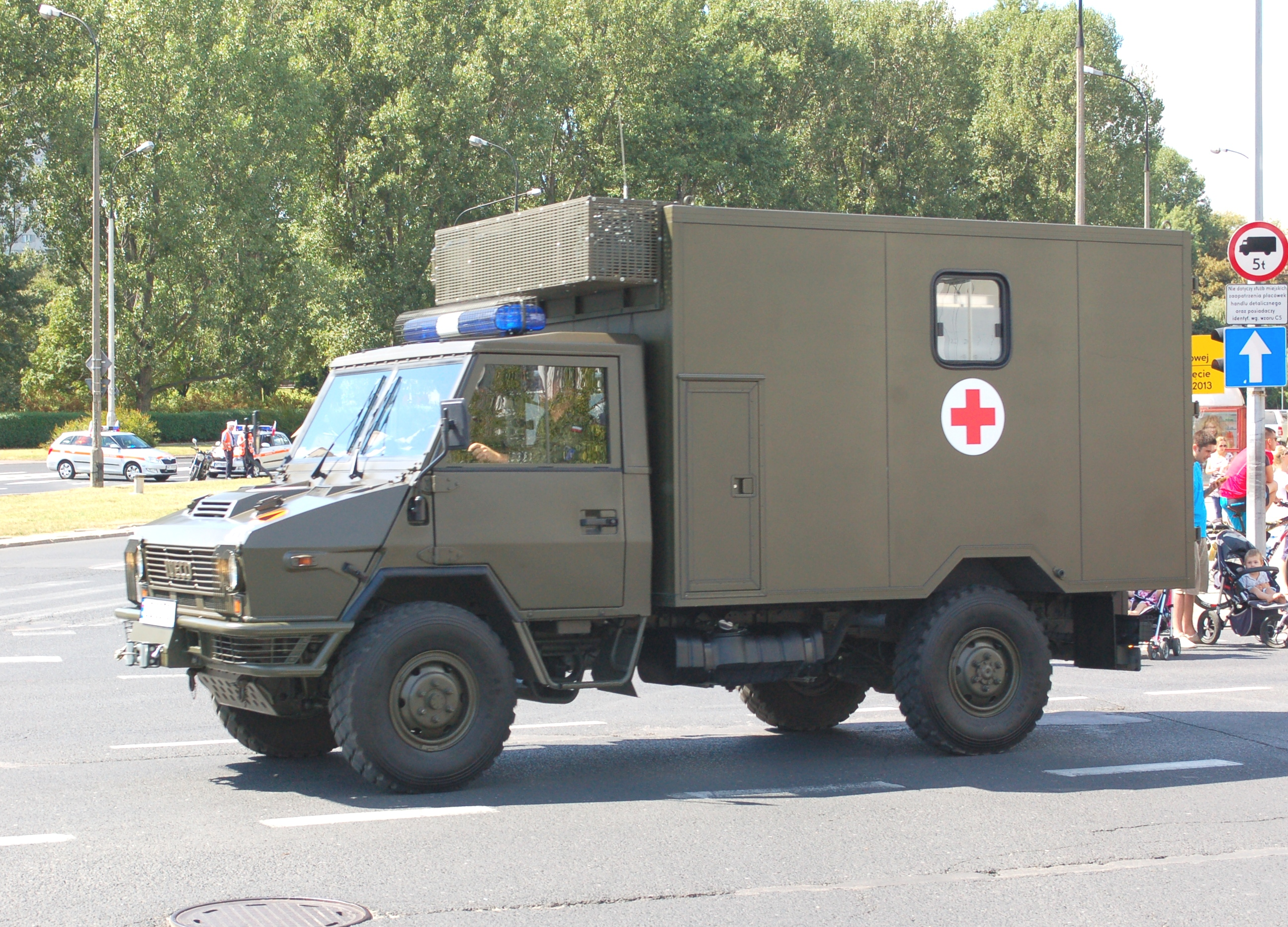
Adaptacja pojazdu Iveco na sanitarkę wojskową
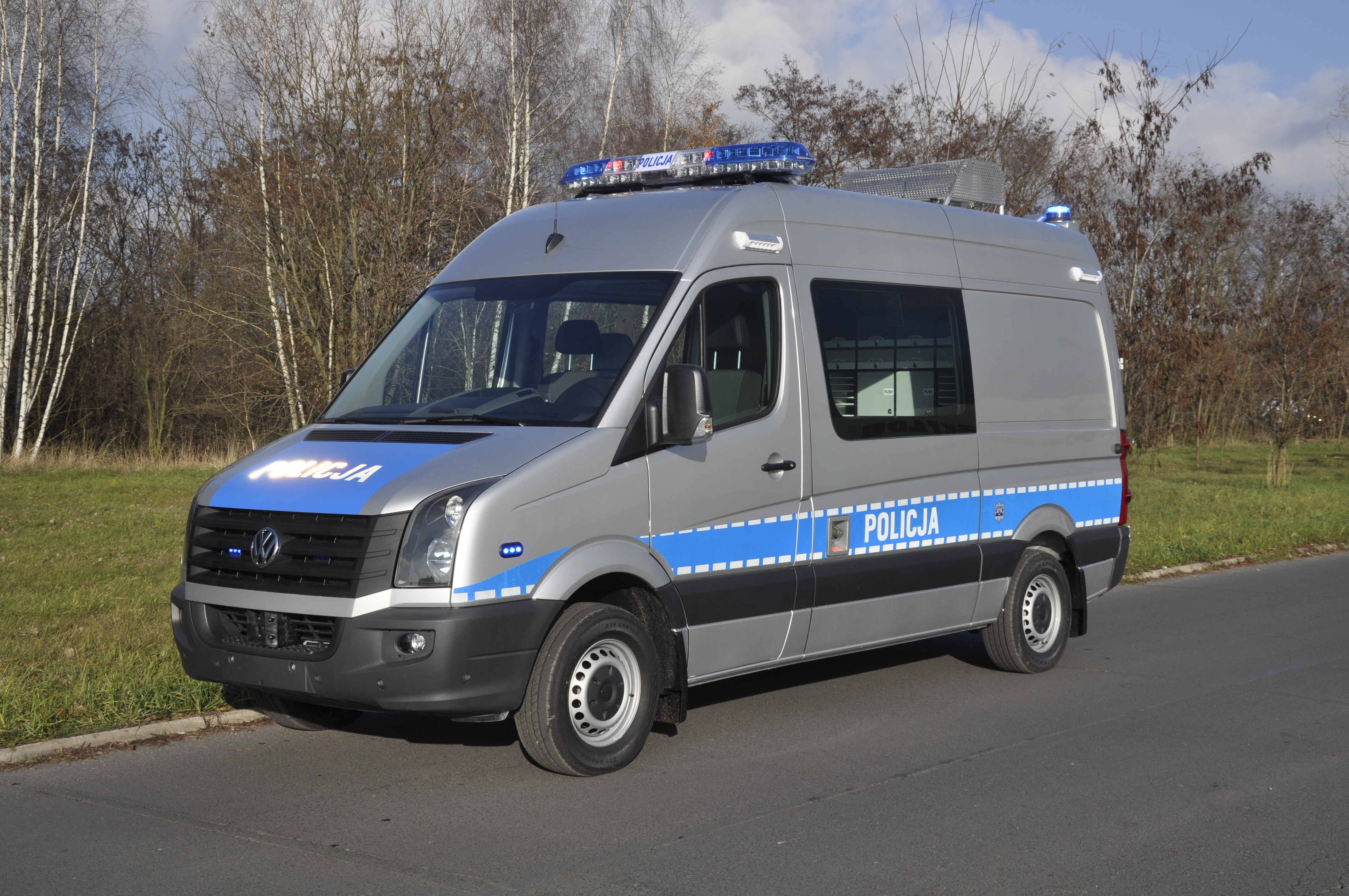
Adaptacja VW Crafter na pojazd wydziału Techniki Drogowej i Ekologii
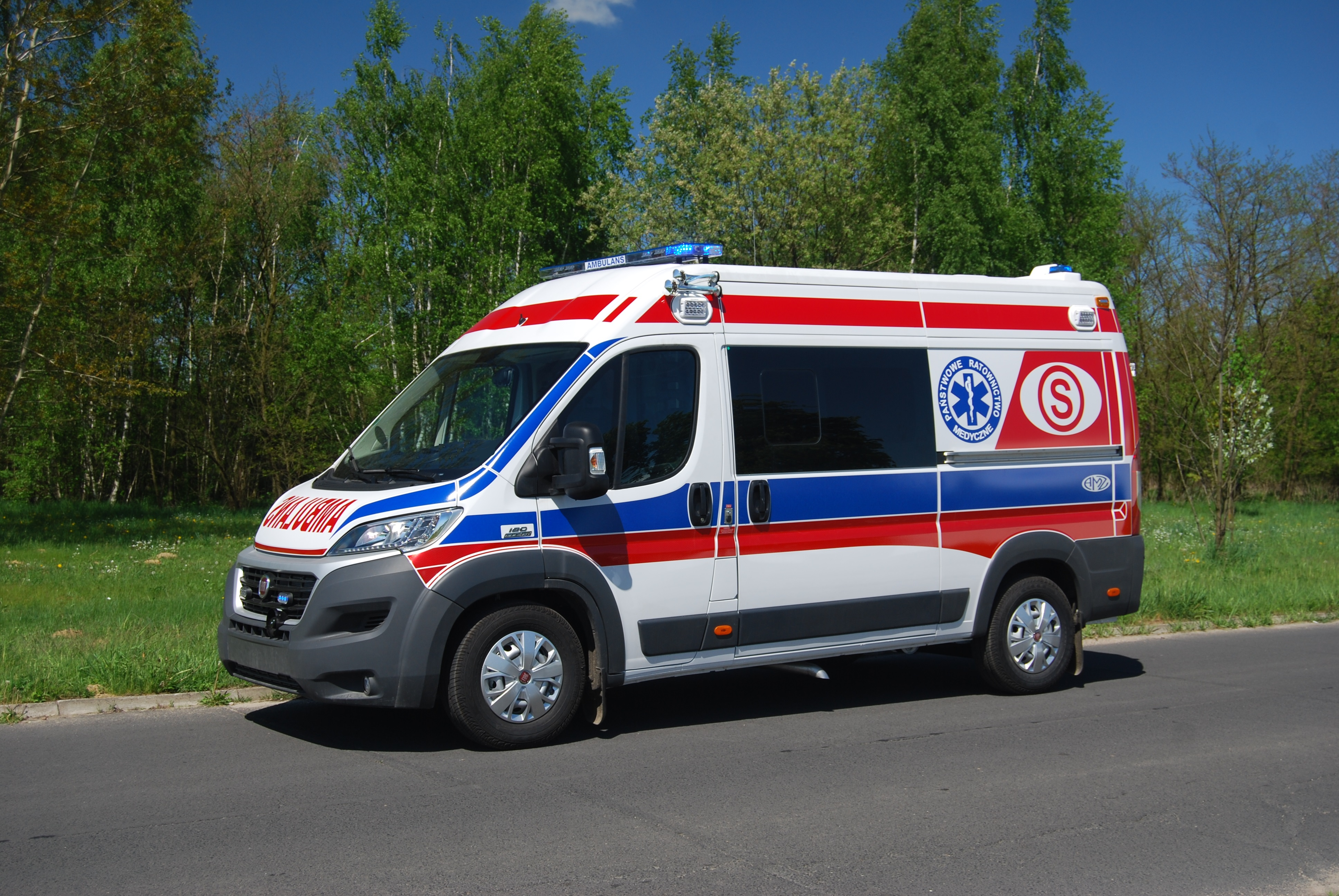
Fiat Ducato w zabudowie karetki pogotowia
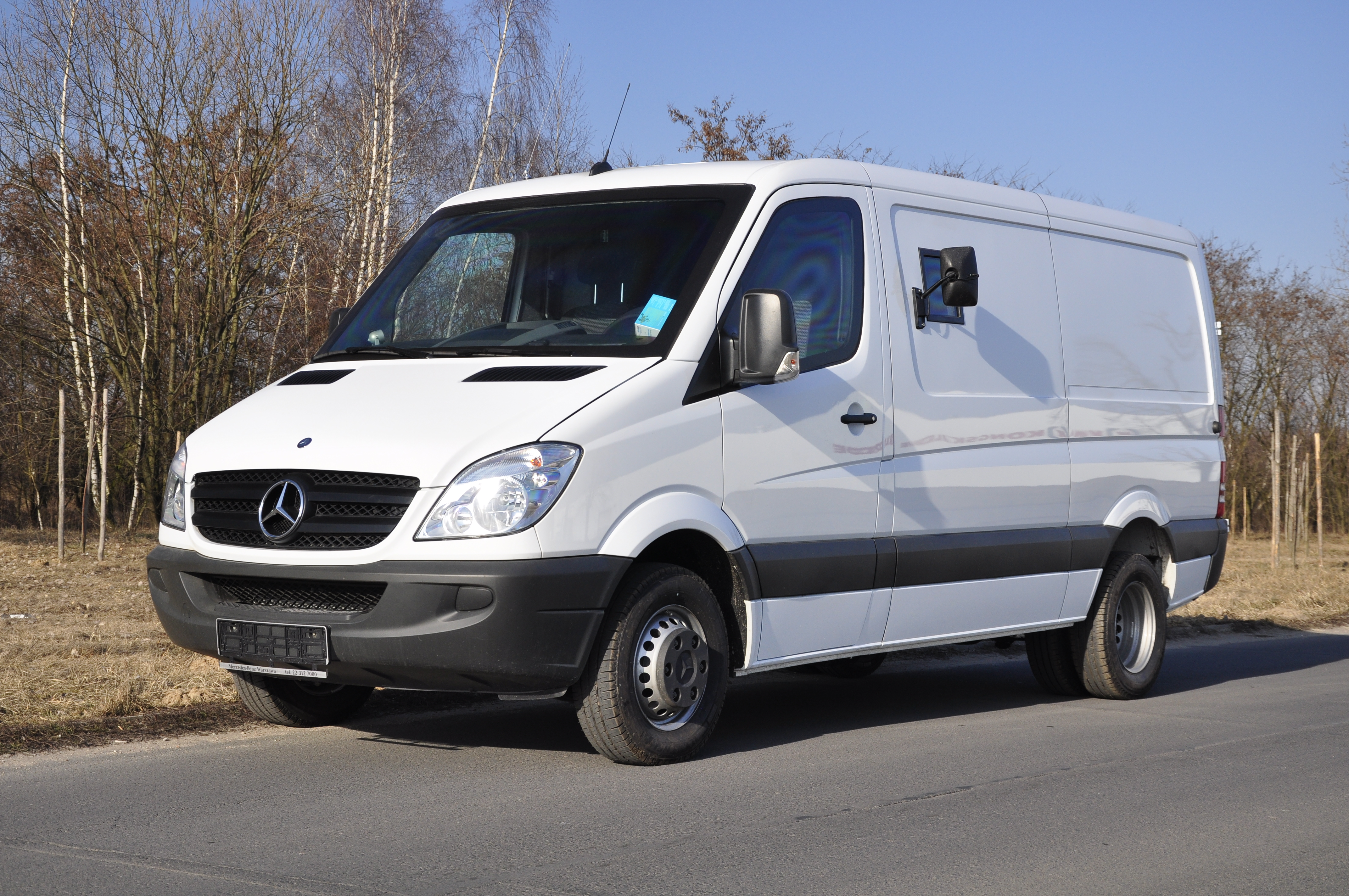
Bankowóz na bazie Mercedes Sprinter
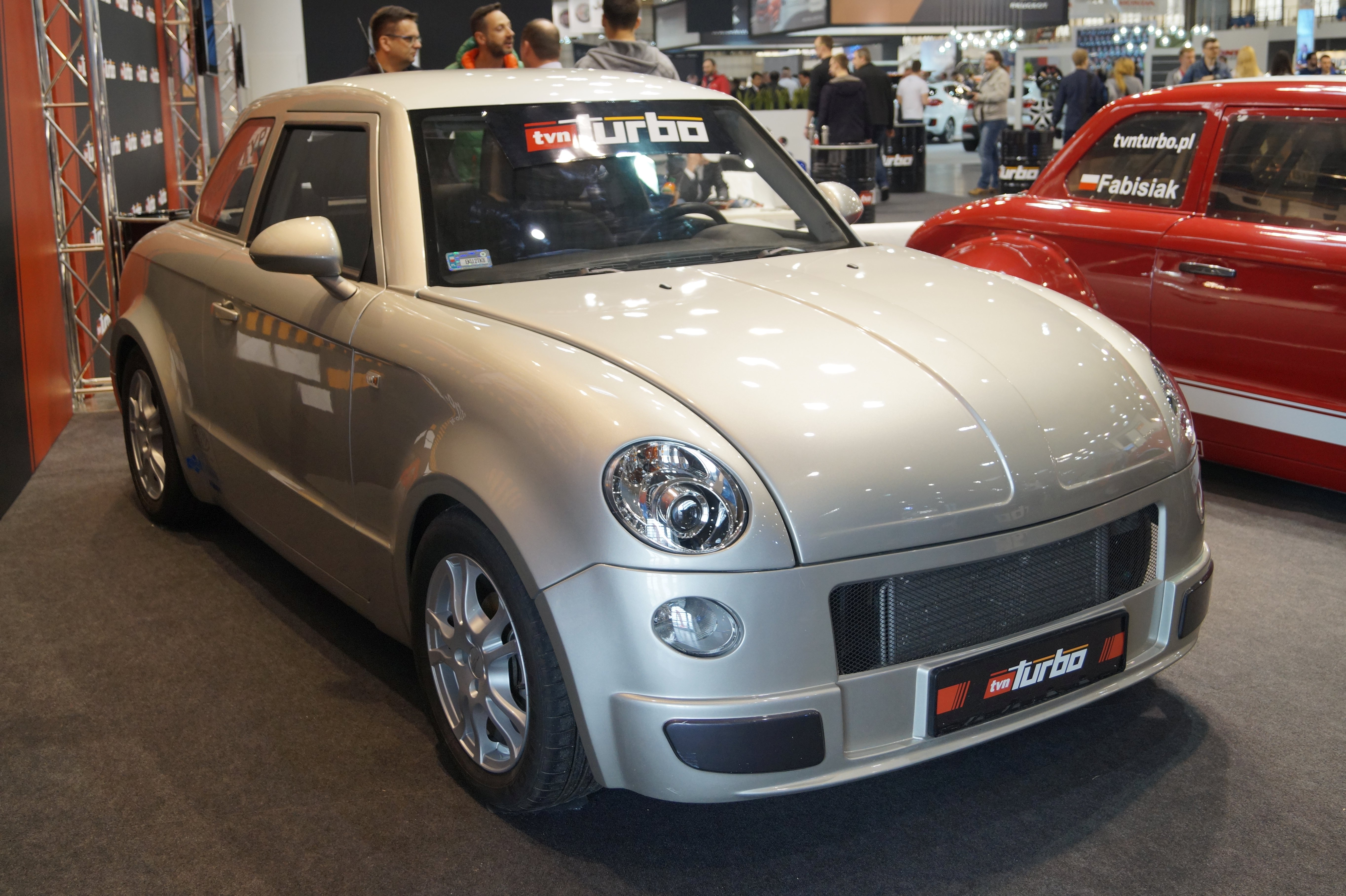
Prototyp samochodu osobowego Syrenka